# Hugh Miller (Geologe)

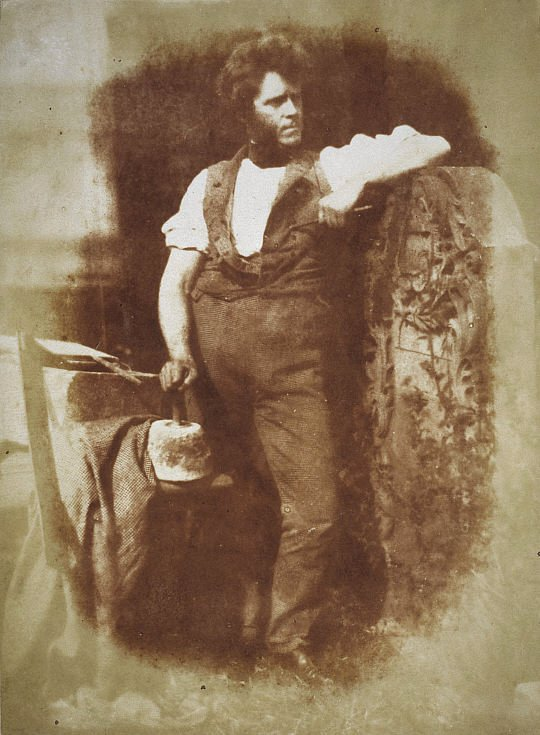
Hugh Miller

Hugh Miller (* 10. Oktober 1802 in Cromarty; † 24. Dezember 1856 in Portobello, Edinburgh) war ein autodidaktisch gebildeter schottischer Geologe und Schriftsteller, Erzählforscher und ein evangelikaler Christ.

## Leben
Hugh Miller, in Cromarty im Herzen von Cromartyshire geboren, wurde er in einer Gemeindeschule erzogen, wo er Berichten zufolge eine Liebe zum Lesen zeigte. Mit 17 trat er eine Lehre als Steinmetz an, und seine Arbeit in Steinbrüchen und seine Vorliebe für Spaziergänge an der nahe gelegenen Küste führten ihn zum Studium der Geologie. 1829 veröffentlichte er einen Gedichtband und wurde kurze Zeit darauf in religiöse und politische Kontroversen verwickelt, zunächst in Zusammenhang mit der damaligen Reform des Wahlrechts (Reform Act 1832) und danach der Spaltung in der Church of Scotland, die 1843 zur sogenannten „disruption“ und der Entstehung der Free Church of Scotland führte.

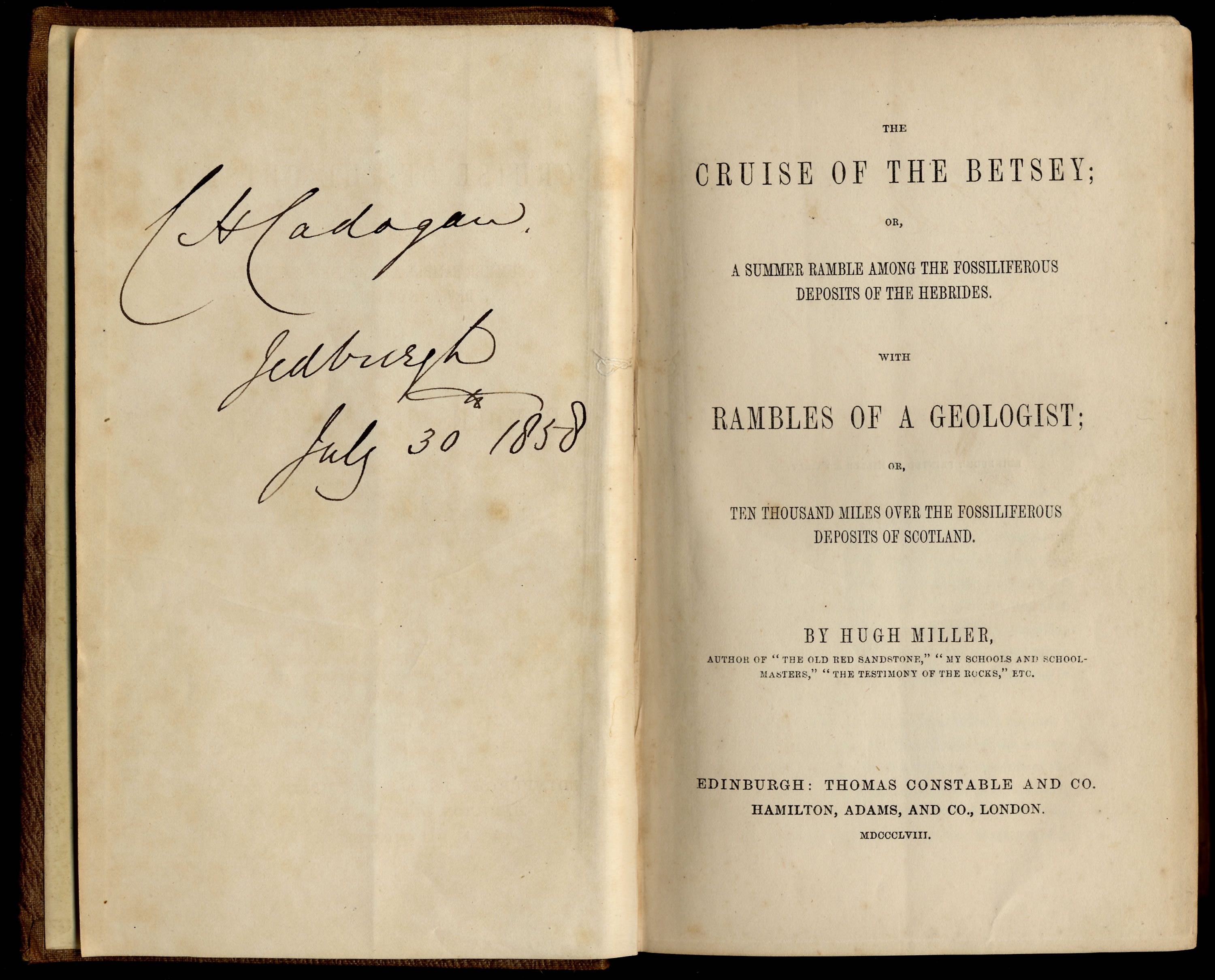
The Cruise of the Betsey – Titelseite (1858)

1834 wurde er Buchhalter in einer der Banken vor Ort und veröffentlichte im Jahr darauf sein Werk Scenes and Legends in the North of Scotland (Szenen und Legenden in Nordschottland). 1840 begründete der in den Kirchenstreit verwickelte Mehrheitsflügel der Moderates, mit denen Miller in Verbindung stand, eine Zeitschrift mit dem Namen The Witness, und Miller wurde am 15. Januar 1840 als Redakteur nach Edinburgh berufen, eine Position, die er bis ans Ende seines Lebens innehatte.
Während eines großen Teils des Jahres 1856 wurde Miller von unerträglichen Kopfschmerzen und später auch von Halluzinationen geplagt, und er befürchtete, dass er infolge der Wahnvorstellungen, die ihn dazu trieben, eingebildete Einbrecher mit dem Gewehr zu verfolgen, seiner Familie schaden könnte.
Miller starb an dem Abend, an dem er die Druckfahnen seines Werkes The Testimony of the Rocks über fossile Pflanzen und Wirbeltiere abschließend geprüft hatte, durch Suizid.

## Millers geologisches Werk
Miller hinterließ ein Erbe von Neuentdeckungen verschiedener silurischer Seeskorpione (Eurypterida) (die Seeskorpion-Art Hughmilleria wurde ihm zu Ehren benannt) sowie vieler devonischer Fische, darunter mehrere Panzerfische (der Arthrodire Millerosteus erhielt seinen Namen nach ihm), die er aufs Genaueste in seinen beliebten Büchern beschrieb. Obwohl er keinen akademischen Grad besaß, wird er heute als einer der herausragendsten schottischen Paläontologen betrachtet.
Von seinen geologischen Büchern war The Old Red Sandstone wahrscheinlich das bekannteste. Old Red Sandstone ist auch heute noch eine Bezeichnung für Sedimentgesteine, die nach der Akadischen Orogenese zwischen dem späten Silur und dem Karbon abgelagert wurde.
Obwohl Millers starke Religiosität ihn dazu brachte, die entstehende Evolutionstheorie aufs Bitterste zu bekämpfen, so war er doch überzeugt davon, dass die Erde ein hohes Alter besäße und die Sintflut nicht von weltweitem Ausmaß gewesen sei.
Sein Haus in Cromarty ist heute ein geologisches Museum, mit Fossilien aus der unmittelbaren Gegend. Zur 200-Jahr-Feier der Geological Society of London wurde hier eine Wochenendveranstaltung abgehalten.

## Werke

### Geologische Werke
- The Old Red Sandstone (1841)
- Footprints of the Creator (1850)
- The Testimony of the Rocks (1856)
- Sketch-book of Popular Geology

### Andere Sachgebiete
- My Schools and Schoolmasters, eine Autobiographie
- First Impressions of England and its People (1847)
- The Cruise of the Betsey (1858)